# Caenaugochlora algeri
Caenaugochlora algeri är en biart som beskrevs av Engel 1995. Caenaugochlora algeri ingår i släktet Caenaugochlora och familjen vägbin. Inga underarter finns listade.